# 笑ってごらん子供のように
「笑ってごらん子供のように」（わらってごらんこどものように）は、1970年1月25日に発売されたヒデとロザンナの4枚目のシングル。

## 解説
A面曲は、出門英が「ヒデとロザンナ」以前に結成していた「ユキとヒデ」のユキ（佐藤由紀）と共に作った楽曲。デビューから職業作家の作品を歌ってきたが、この曲で初めて自作の楽曲を歌うことになる。
順位・売上は前作から急降下し、オリコンシングルチャートでは100位圏外となった。

## 収録曲
1. 笑ってごらん子供のように (3分14秒)
作詞：佐藤由紀／作曲：出門英／編曲：田辺信一
2. 初めて人を恋した頃の (3分33秒)
作詞：橋本淳／作曲・編曲：筒美京平